# Arctic Adventure
Arctic Adventure è un videogioco a piattaforme per MS-DOS, pubblicato da Apogee Software nel 1990, e sviluppato da George Broussard con la sua compagnia Micro F/X. È il sequel di Pharaoh's Tomb, che aveva il medesimo protagonista, l'archeologo Nevada Smith, questa volta alla ricerca di un tesoro vichingo nell'artico. Sviluppato in modalità grafica CGA, è privo di scorrimento (i livelli sono grandi quanto una sola schermata), e ha una mappa di seleziona dei livelli, similarmente a titoli come Commander Keen e Secret Agent. È composto da 4 episodi, di cui il primo distribuito come shareware; gli altri 3 non sono più venduti da Apogee, che ha tolto il titolo dai cataloghi. Il 21 marzo 2009 è stato reso disponibile come freeware.